# Atman
Atman (sanskrit: आत्मन्) er en betegnelse i hinduismen for sjælen - eller mere præcist sagt: menneskets inderste jeg, undertiden kaldt "selvet". Atman er den usynlige væsenskerne i mennesket - det uforanderlige i mennesket midt i de ustandselige forandringer gennem de mange liv. Atman er evig, uforgængelig og hinsides tiden.
Atman adskiller sig fra krop-sind-komplekset. Nogle hinduistiske skoler betragter således Atman som forskellig fra det dødelige ego (ahamkara) og fra det følelsesmæssige aspekt af sindet (citta). De betragter atman som ren bevidsthed eller "vidnebevidsthed", hinsides alle fænomener og former.
I modsætning til atman er legemet, begærene og følelserne foranderlige og forgængelige. Det fysiske legeme er som en klædning, der slides i stykker og smides væk, når det er brugt op.
Det menneske, der har opnået den højeste erkendelse, har indset, at atman er identisk med brahman, det guddommelige, det absolutte. Det enkelte menneskes atman er en dråbe i det guddommelige hav, som gennemstrømmer alt. I kraft af atmans identitet med brahman har mennesket mulighed for at opleve enheden i alt og forbundetheden med alt. Tanken om atmans identitet med brahman er særligt fremherskende i hinduismens skriftsamling Upanishaderne.